# Gran Premio motociclistico d'Argentina 1981
Il Gran Premio motociclistico d'Argentina fu il primo appuntamento del motomondiale 1981.
Si svolse il 22 marzo 1981 presso l'Autódromo Municipal di Buenos Aires. Erano in programma le classi 125, 250 e 350. Il Motomondiale ritornava in Argentina dopo 18 anni d'assenza.
In 350 Carlos Lavado partì in testa per farsi raggiungere e superare al settimo giro dal Campione del mondo in carica della categoria Jon Ekerold, primo al traguardo.
La 250 vide ancora Lavado andare in testa, per ritirarsi dopo 15 giri. La prima posizione andò quindi a Jean-François Baldé non senza una dura lotta con l'australiano Graeme Geddes, autore di una buona gara. Per il francese fu la prima vittoria iridata.
In 125 doppietta Minarelli; solo quinto il campione uscente Pier Paolo Bianchi. Debutto per la nuova Sanvenero, bicilindrica costruita grazie alla sponsorizzazione di un imprenditore edile toscano.

## Classe 350

### Arrivati al traguardo
| Pos | Pilota              | Moto          | Tempo      | Punti |
| --- | ------------------- | ------------- | ---------- | ----- |
| 1   | Jon Ekerold         | Bimota-Yamaha | 54' 35" 34 | 15    |
| 2   | Jean-François Baldé | Kawasaki      | +8" 19     | 12    |
| 3   | Carlos Lavado       | Yamaha        | +11" 72    | 10    |
| 4   | Patrick Fernandez   | Bimota-Yamaha | +47" 04    | 8     |
| 5   | Jeffrey Sayle       | Yamaha        | +58" 23    | 6     |
| 6   | Thierry Espié       | Bimota-Yamaha | +1' 12" 21 | 5     |
| 7   | Anton Mang          | Kawasaki      | +1' 17" 69 | 4     |
| 8   | Graeme Geddes       | Bimota-Yamaha | +1' 25" 29 | 3     |
| 9   | Jacques Cornu       | Yamaha        | +1' 56" 42 | 2     |
| 10  | Vincenzo Cascino    | Yamaha        | +1' 57" 52 | 1     |
| 11  | Paolo Ferretti      | Yamaha        | +1 giro    |       |
| 12  | Peter Looijesteijn  | Yamaha        | +1 giro    |       |
| 13  | Yervant Samirdjian  | Yamaha        | +1 giro    |       |
| 14  | Lucilo Baumer       | Yamaha        | +1 giro    |       |
| 15  | Limberg Moreira     | Yamaha        | +1 giro    |       |
| 16  | Sagreira            | Yamaha        | +1 giro    |       |

### Ritirati
| Pilota             | Moto              | Motivo ritiro |
| ------------------ | ----------------- | ------------- |
| Gustav Reiner      | Bimota-Yamaha     | incidente     |
| Martin Wimmer      | Yamaha            |               |
| Didier de Radiguès | Yamaha            |               |
| Michel Rougerie    | Yamaha            |               |
| Marcelo Diez       | Yamaha            | caduta        |
| Eduardo Alemán     | Yamaha            |               |
| Roger Sibille      | Yamaha            | incidente     |
| Claudio Girotto    | Yamaha            |               |
| Klaas Hernamdt     | Yamaha            |               |
| Fernando Cerdera   | Kawasaki          |               |
| Éric Saul          | Chevallier-Yamaha |               |
| Rafael Olavarria   | Yamaha            |               |
| Pierre Bolle       | Yamaha            |               |
| Alfredo Rios       | Yamaha            |               |
| Pancracio Catania  | Yamaha            |               |
| Alejandro Alemán   | Yamaha            |               |

## Classe 250

### Arrivati al traguardo
| Pos | Pilota                 | Moto              | Tempo      | Punti |
| --- | ---------------------- | ----------------- | ---------- | ----- |
| 1   | Jean-François Baldé    | Kawasaki          | 53' 59" 50 | 15    |
| 2   | Graeme Geddes          | Yamaha            | +5" 85     | 12    |
| 3   | Patrick Fernandez      | Bimota-Yamaha     | +9" 13     | 10    |
| 4   | Hervé Guilleux         | Siroko-Rotax      | +11" 56    | 8     |
| 5   | Roland Freymond        | Ad Maiora         | +28" 13    | 6     |
| 6   | Martin Wimmer          | Yamaha            | +30" 13    | 5     |
| 7   | Éric Saul              | Chevallier-Yamaha | +30" 83    | 4     |
| 8   | Loris Reggiani         | Bimota-Yamaha     | +54" 22    | 3     |
| 9   | Didier de Radiguès     | Yamaha            | +54" 95    | 2     |
| 10  | Thierry Espié          | Chevallier-Yamaha | +1' 00" 55 | 1     |
| 11  | Roger Sibille          | Yamaha            | +1' 05" 06 |       |
| 12  | Jean-Louis Guignabodet | Kawasaki          | +1' 06" 29 |       |
| 13  | Maurizio Massimiani    | Ad Maiora         | +1' 34" 19 |       |
| 14  | Anton Mang             | Kawasaki          | +1' 46" 32 |       |
| 15  | Eduardo Alemán         | Yamaha            | +1' 59" 98 |       |
| 16  | Jean-Marc Toffolo      | Armstrong-Rotax   | +2' 18" 12 |       |
| 17  | Jacques Cornu          | Egli              | +2' 27" 02 |       |
| 18  | Lauro Assakawa         | Yamaha            | +1 giro    |       |

### Ritirati
| Pilota              | Moto            | Motivo ritiro      |
| ------------------- | --------------- | ------------------ |
| Carlos Lavado       | Yamaha          |                    |
| Karl-Thomas Grässel | Yamaha          |                    |
| Christian Estrosi   | Yamaha          |                    |
| Iván Palazzese      | Yamaha          |                    |
| Gianpaolo Marchetti | MBA             |                    |
| Paolo Ferretti      | Yamaha          |                    |
| Jeffrey Sayle       | Armstrong-Rotax |                    |
| Ángel Nieto         | Siroko-Rotax    | problemi al motore |
| Klaas Hernamdt      | Yamaha          |                    |
| Peter Looijesteijn  | Yamaha          |                    |
| Michel Rougerie     | Yamaha          |                    |

## Classe 125

### Arrivati al traguardo
| Pos | Pilota                       | Moto       | Tempo      | Punti |
| --- | ---------------------------- | ---------- | ---------- | ----- |
| 1   | Ángel Nieto                  | Minarelli  | 52' 19" 33 | 15    |
| 2   | Loris Reggiani               | Minarelli  | +0" 32     | 12    |
| 3   | Jacques Bolle                | Motobécane | +7" 73     | 10    |
| 4   | Willy Pérez                  | MBA        | +26" 25    | 8     |
| 5   | Pier Paolo Bianchi           | MBA        | +54" 57    | 6     |
| 6   | Iván Troisi                  | MBA        | +1' 16" 72 | 5     |
| 7   | Per-Edvard Carlsson          | MBA        | +1' 17" 23 | 4     |
| 8   | Fernando González De Nicolás | MBA        | +1 giro    | 3     |
| 9   | Barry Smith                  | MBA        | +1 giro    | 2     |
| 10  | Norberto Gatti               | Minarelli  | +1 giro    | 1     |
| 11  | Fabian Gonzales              | MBA        | +1 giro    |       |
| 12  | Ricardo Tormo                | Sanvenero  | +1 giro    |       |

### Ritirati
| Pilota              | Moto      | Motivo ritiro |
| ------------------- | --------- | ------------- |
| Guy Bertin          | Sanvenero |               |
| Hugo Vignetti       | MBA       |               |
| Iván Palazzese      | MBA       |               |
| Francisco Incorvaia | MBA       |               |

## Fonti e bibliografia
- La Stampa, 22 marzo 1981, pag. 21 e 23 marzo 1981, pag. 18
- El Mundo Deportivo, 22 marzo 1981, pag. 38 e 23 marzo 1981, pag. 43